# Leptura barkamica
Leptura barkamica là một loài bọ cánh cứng trong họ Cerambycidae.